# McKinney
McKinney è un comune (city) degli Stati Uniti d'America e capoluogo della contea di Collin nello Stato del Texas. La popolazione era di 131.117 abitanti al censimento del 2010, il che la rende la 19ª città più popolosa dello stato. Fa parte della Dallas-Fort Worth Metroplex e si trova circa 32 miglia (51 km) a nord di Dallas.

## Geografia fisica
Secondo lo United States Census Bureau, la città ha una superficie totale di 162,86 km², dei quali 161,12 km² di territorio e 1,74 km² di acque interne (1,07% del totale).

## Società

### Evoluzione demografica
Secondo il censimento del 2010, la popolazione era di 131.117 abitanti.

### Etnie e minoranze straniere
Secondo il censimento del 2010, la composizione etnica della città era formata dal 74,81% di bianchi, il 10,49% di afroamericani, lo 0,71% di nativi americani, il 4,06% di asiatici, lo 0,07% di oceaniani, il 6,75% di altre razze, e il 3,11% di due o più etnie. Ispanici o latinos di qualunque razza erano il 18,61% della popolazione.